# Nesiostrymon milleri
Nesiostrymon milleri är en fjärilsart som beskrevs av Johnson. Nesiostrymon milleri ingår i släktet Nesiostrymon och familjen juvelvingar. Inga underarter finns listade i Catalogue of Life.